# 테이무어 라자보프

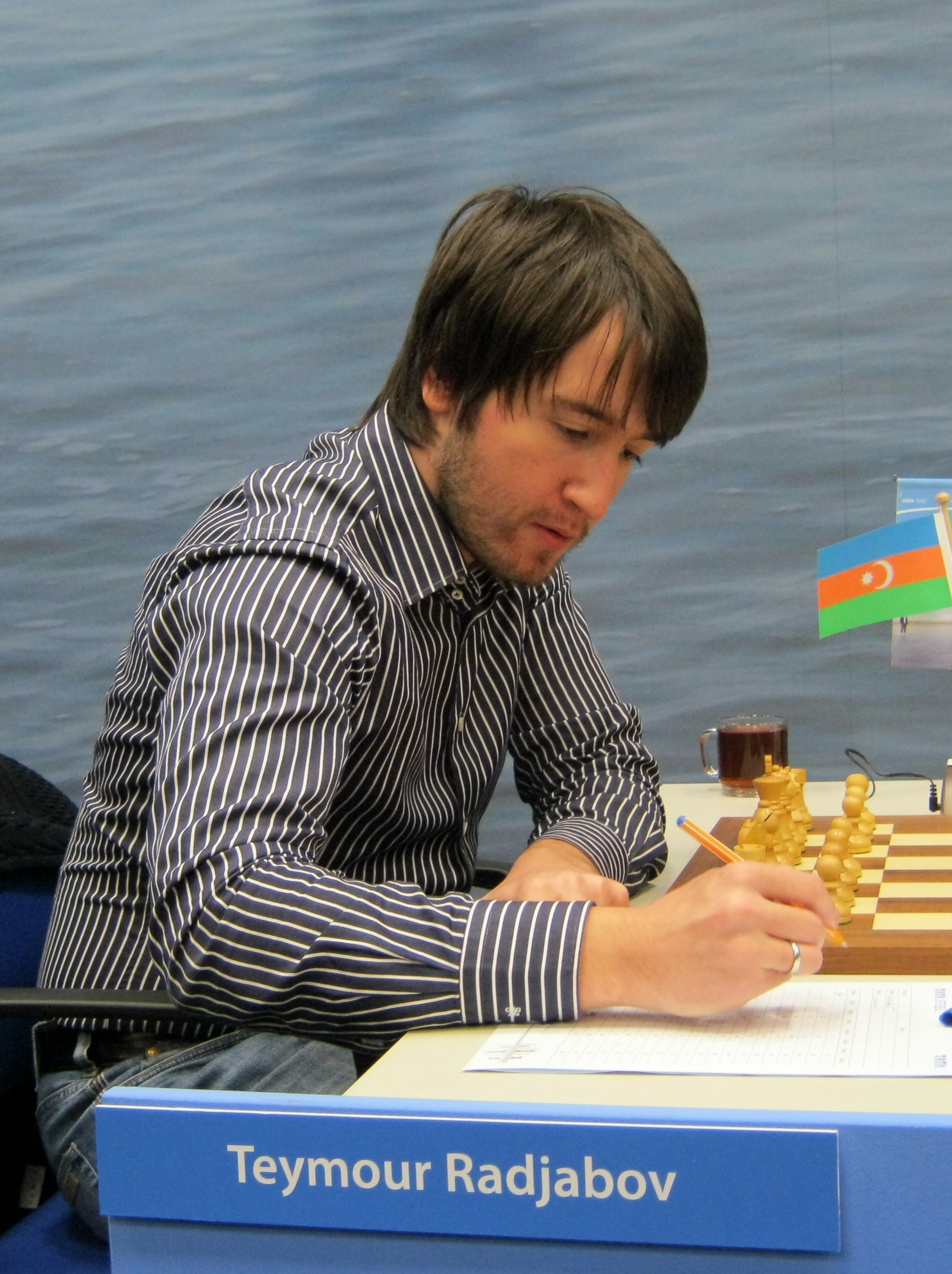
테이무어 라자보프

테이무어 라자보프(아제르바이잔어: Teymur Rəcəbov, 1987년 3월 12일 ~ )는 아제르바이잔의 체스 선수이다.